# Polish International 1996
Die Polish Open 1996 im Badminton fanden vom 28. bis zum 31. März 1996 in Spała statt. Mit einem Preisgeld von 35.000 US-Dollar wurde das Turnier als 2-Sterne-Turnier in der Grand-Prix-Wertung eingestuft.

## Medaillengewinner
| Disziplin    | Gold                                    | Silber                         | Bronze                                    |
| ------------ | --------------------------------------- | ------------------------------ | ----------------------------------------- |
| Herreneinzel | Yu Lizhi                                | Peter Knowles                  | Chen Gang                                 |
| Herreneinzel | Yu Lizhi                                | Peter Knowles                  | Sun Jun                                   |
| Dameneinzel  | Meiluawati                              | Wang Chen                      | Christine Magnusson                       |
| Dameneinzel  | Meiluawati                              | Wang Chen                      | Joanne Muggeridge                         |
| Herrendoppel | Tao Xiaoqiang Ge Cheng                  | Nick Ponting Julian Robertson  | Árni Þór Hallgrímsson Broddi Kristjánsson |
| Herrendoppel | Tao Xiaoqiang Ge Cheng                  | Nick Ponting Julian Robertson  | Jesper Larsen Peder Nissen                |
| Damendoppel  | Christine Magnusson Marina Andrievskaia | Kelly Morgan Joanne Muggeridge | Nichola Beck Joanne Davies                |
| Damendoppel  | Christine Magnusson Marina Andrievskaia | Kelly Morgan Joanne Muggeridge | Maria Bengtsson Margit Borg               |
| Mixed        | Chen Xingdong Peng Xinyong              | Nick Ponting Joanne Wright     | Peter Axelsson Catrine Bengtsson          |
| Mixed        | Chen Xingdong Peng Xinyong              | Nick Ponting Joanne Wright     | He Tim Chan Oi Ni                         |